# Autosuggestione
L'autosuggestione, in psicologia, è una forma di comunicazione mediante la quale in un individuo - senza che egli avverta imposizione né comando alcuno, in assenza di razionale e libera scelta oltre che di consapevolezza - è indotto a un'autoconvinzione, un pensiero o a una condizione esistenziale senza che egli voglia opporvisi né avverta la ragione di farlo, neppure su pressione altrui. È un meccanismo psicologico ad esempio presente nell'ipocondria.

## Il couéismo
Nelle medicine alternative l'autosuggestione è nota anche con il nome di "couéismo".
Fu infatti il farmacista francese Emile Coué (1857-1926) a ideare questa forma di autosuggestione cosciente intorno al 1900.
Questa tecnica consiste in un particolare tipo di meditazione che prevede la ripetizione di suoni, parole o frasi, tra le quali, la più citata fu "sotto ogni punto di vista, progredisco ogni giorno di più", con l'intenzione, come sostenne il fondatore di controllare i processi inconsci della mente e del corpo.
La medicina è scettica sulla possibilità di impiegare questa tecnica a scopo terapeutico, anche se un numero sempre maggiore di medici e di psicologi condividono l'importanza assegnata alla "forza dell'immaginazione".
I terapeuti delle medicine alternative sostengono, invece, di poter migliorare lo stato di salute dei loro pazienti, soprattutto nei casi di tensione, ansia, nevrosi.